# Marché de Garak
Cet article concerne le marché de Séoul. Pour la station de métro, voir Marché de Garak (métro de Séoul).
Le marché aux poissons de Garak, ou marché agricole de Garak-dong (en hangeul : 가락시장 ; en hanja : 可樂市場), est un vaste marché aux poissons de Séoul, en Corée du Sud. Il est situé dans le quartier de Garak-dong à Songpa-gu et desservi par la gare de Garak Market. 

## Galerie

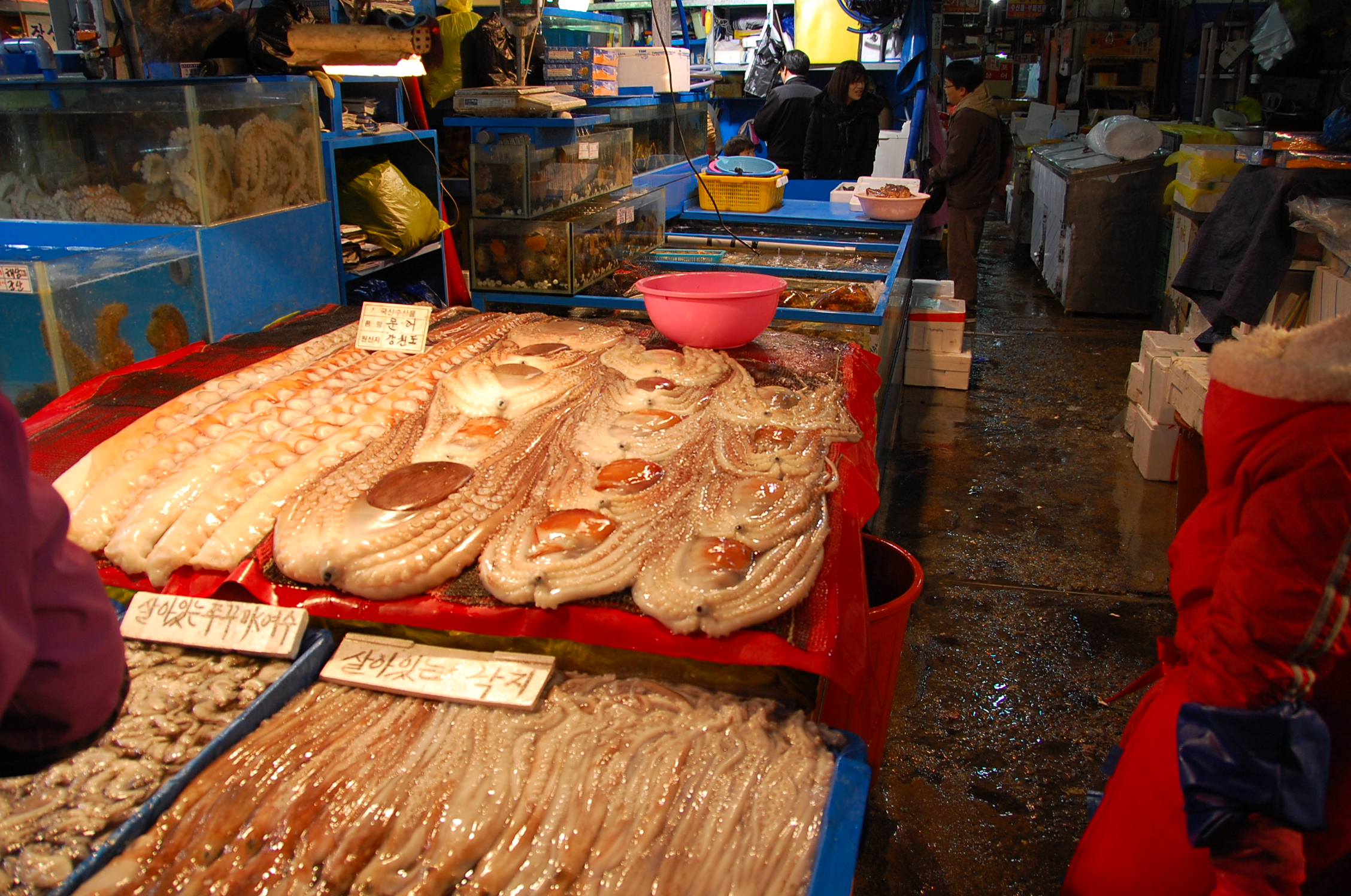
Poissons exposés.
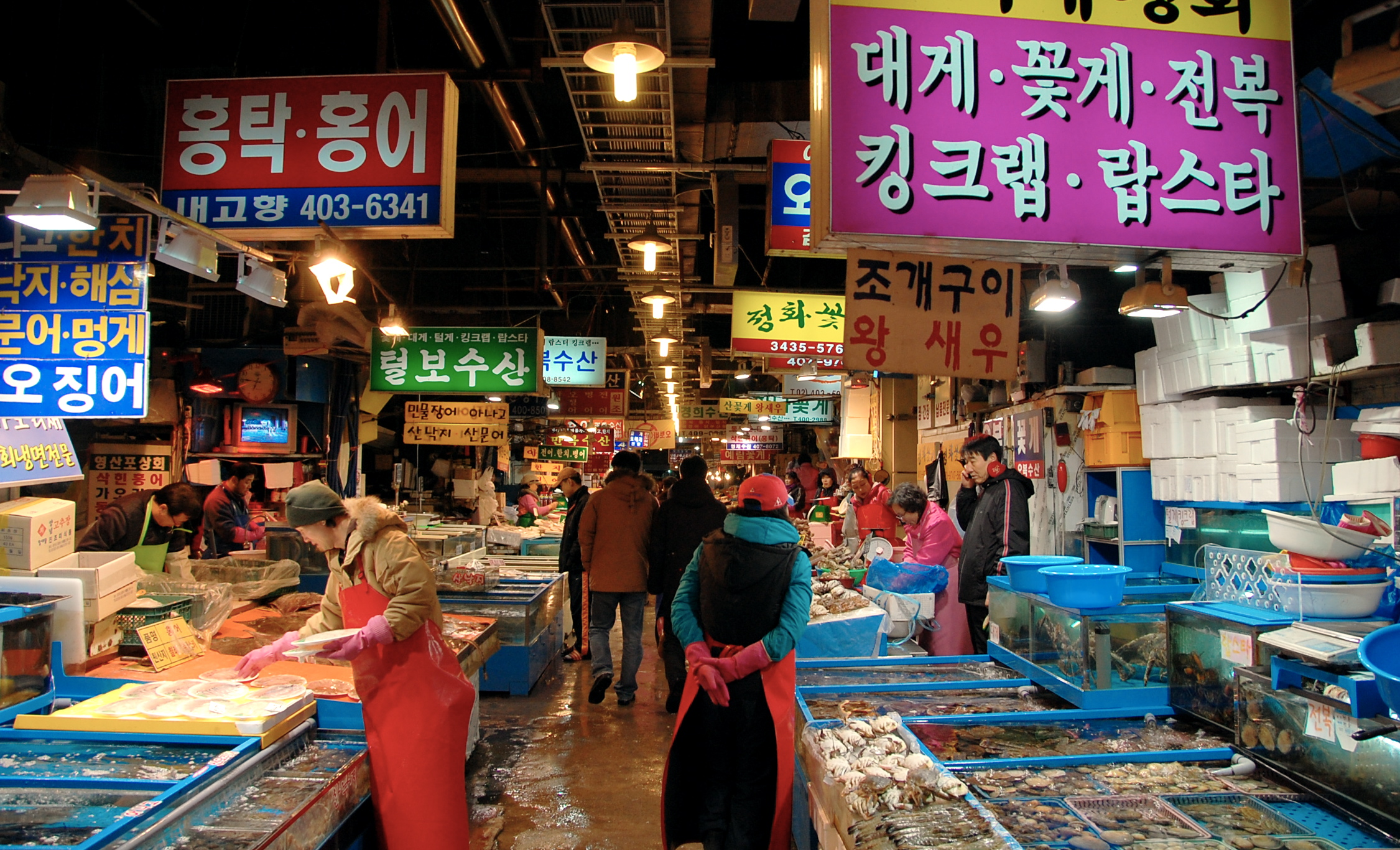
Marché aux poissons de Garak.